# Юрай Демеч
Юрай Демеч (чеськ. Juraj Demeč; нар. 29 січня 1945 року, Ужгород, Закарпатська область) — чехословацький легкоатлет, спринтер (60 м, 100 м), чемпіон Європи 1971 року.

## Життєпис
Розпочав кар'єру на континентальному рівні на Європейських юніорських легкоатлетичних іграх 1964 року у Варшаві, де вилетів у кваліфікації на дистанції біг на 400 метрів, а в швидкій естафеті зайняв з партнерами по збірній 5-те місце. На першому Чемпіонаті Європи з легкої атлетики в залі 1966 року в Дортмунді виграв срібну медаль в естафеті 4×2 кола. Виступав на чемпіонаті Європи в 1966 році в Будапешті, де припинив боротьбу в кваліфікації на дистанції 100 метрів.
У 1971 році на чемпіонаті Європи в Гельсінкі був членом збірної в естафеті (4х100 м), яка виграла золоті медалі. Квартет, що складався з Ладіслава Кржижа, Юрая Демеча, Іржи Куноша та Людека Богмана пробіг цю дистанцію за 39,3 секунди. Друге місце посіли поляки,а третє — італійці.
У 1972 році він представляв Чехословаччину на літніх Олімпійських іграх в Мюнхені, де на дистанції 100 метрів не зміг подолати перший раунд. На цій олімпіаді трішки не дотягнула до п'ядесталу пошани чехословацька команда в естафеті (в складі Ярослава Матушека, Юрая Демеча, Іржи Куноша і Людека Богмана), яка посіла четверте місце з результатом 38,82 секунди (найстаріший дійсний національний рекорд). На чемпіонаті Європи в критому приміщенні в Роттердамі в 1973 році та чемпіонаті Європи в критому приміщенні в Гетеборзі в 1974 році, припинив боротьбу на стадії кваліфікації в бігу на 60 метрів. На чемпіонаті Європи 1974 року в Римі припинив боротьбу в кваліфікації на дистанції 100 метрів, а в естафеті 4×100 м посів 8-е місце.
Юрай Демеч був чемпіоном Чехословаччини в бігу на дистанції 100 м у 1967, 1970, 1972 та 1973 роках, а також чемпіоном Чехословаччини серед чоловіків у залі у бігу на 60 м у 1974 і 1975 роках.
Окрім декількох рекордів в естафеті 4×100 м йому належить також й інший рекорд Чехословаччини, у бігу на 100 м (10,1 с, 18 серпня 1972, Прага).
Після завершення активної кар'єри, працював тренером. У 1986 році емігрував.